# Pablo Villamar
Pablo Villamar Díaz, né en 1961 à Narón (Galice), est un homme politique espagnol, membre du Bloc nationaliste galicien (BNG). Il est le représentant du BNG à Naron et vice-président de la province de La Corogne (Espagne).